# Sławomir M. Nowinowski
Sławomir Michał Nowinowski (ur. 1965 w Nowym Targu) – polski historyk historiografii i dziejów dyplomacji.

## Życiorys
Absolwent historii Uniwersytetu Łódzkiego (1990). Doktorat w 1999 (Dyplomacja czechosłowacka wobec kwestii bezpieczeństwa zbiorowego w Europie (1919-1925)) i habilitacja w 2014 (Polska w dyplomacji czechosłowackiej 1926–1932) tamże. W latach 1991–1999 asystent w Katedrze Historii Powszechnej Najnowszej Instytutu Historii UŁ. W latach 1999–2016 adiunkt w Katedrze Historii Powszechnej Najnowszej UŁ. Od 2016 profesor nadzwyczajny w Katedrze Historii Powszechnej Najnowszej Instytutu Historii UŁ. Od 2022 kierownik Centrum Jerzego Giedroycia UŁ. W latach 2006–2009 naczelnik Oddziałowego Biura Edukacji Publicznej IPN w Łodzi. Główne zainteresowania badawcze: historia Europy Środkowo-Wschodniej 1918–1989, dyplomacja Polski i Czechosłowacji 1918–1945, historiografia polska XX wieku, historia polskiej emigracji niepodległościowej po 1939 r..
W 1995 roku otrzymał Nagrodę Historyczną „Polityki” za najlepszy książkowy debiut historyczny.

## Wybrane publikacje
- Prezydent Ignacy Mościcki, Warszawa: "BGW" 1994.
- Konstatacje i nadzieje. Dyplomacja czechosłowacka wobec kwestii bezpieczeństwa zbiorowego w Europie (1919–1925), Toruń: Wydawnictwo Adam Marszałek 2005.
- (redakcja) Jerzego Giedroycia rozrachunki z historią i polityką. Studia i szkice w czterdziestą rocznicę „Zeszytów Historycznych”, pod red. nauk. Sławomira M. Nowinowskiego i Rafała Stobieckiego, Łódź : Wydawnictwo Ibidem 2005.
- Stosunki polsko-czechosłowackie 1932–1939 w relacjach dyplomatów II Rzeczypospolitej, Łódź: Wydawnictwo Ibidem 2006.
- (współautorzy: Paweł Spodenkiewicz, Tomasz Toborek), Tadeusz Wyrwa – partyzant z natury, Łódź: Instytut Pamięci Narodowej – Komisja Ścigania Zbrodni przeciwko Narodowi Polskiemu. 2007.
- (redakcja) Pamięć i polityka historyczna. Doświadczenia Polski i jej sąsiadów, pod red. Sławomira M. Nowinowskiego, Jana Pomorskiego i Rafała Stobieckiego, Łódź: Wydawnictwo Naukowe Ibidem – Instytut Pamięci Narodowej – Komisja Ścigania Zbrodni przeciwko Narodowi Polskiemu 2008.
- (redakcja) Felicjan Sławoj Składkowski, Pęk kluczy. Relacje i opowiadania, wybrał i przedmową opatrzył Sławomir M. Nowinowski, Łomianki: Wydawnictwo LTW 2008.
- (redakcja) Niezależność najwięcej kosztuje. Relacje działaczy opozycji demokratycznej w Łodzi w latach 1976–1980, oprac. Leszek Próchniak, Sławomir M. Nowinowski, Magdalena Filip, Łódź: Instytut Pamięci Narodowej – Komisja Ścigania Zbrodni przeciwko Narodowi Polskiemu. Oddział 2008.
- (redakcja) Getto Łódzkie/Litzmannstadt Getto 1940–1944, pod red. Juliana Baranowskiego i Sławomira M. Nowinowskiego, Łódź: Archiwum Państwowe – Instytut Pamięci Narodowej – Komisja Ścigania Zbrodni przeciwko Narodowi Polskiemu. Oddział 2009.
- (redakcja) Marzec’68 w Łodzi, pod red. Sławomira M. Nowinowskiego, Łódź: Instytut Pamięci Narodowej – Komisja Ścigania Zbrodni przeciwko Narodowi Polskiemu. Oddział 2010.
- Polska w dyplomacji czechosłowackiej 1926–1932, Łódź: Wydawnictwo Uniwersytetu Łódzkiego 2013.
- (redakcja) Piotr Wandycz. Historyk – emigrant – intelektualista, red. Marek Kornat, Sławomir Nowinowski, Rafał Stobiecki, Bydgoszcz: Oficyna Wydawnicza Epigram 2014.
- (redakcja) Łódź Ghetto = Litzmannstadt Getto : 1940-1944, ed. by Julian Baranowski and Sławomir M. Nowinowski, transl. Katarzyna Gucio, Łódź: Archiwum Państwowe – Instytut Pamięci Narodowej – Komisja Ścigania Zbrodni przeciwko Narodowi Polskiemu. Oddział 2014.
- (redakcja) W poszukiwaniu innej historii: antologia tekstów opublikowanych na łamach periodyków Instytutu Literackiego w Paryżu, pod red. Rafała Stobieckiego i Sławomira M. Nowinowskiego, przy współpracy Anny Brzezińskiej i Mileny Przybysz, Łódź: Wydawnictwo Uniwersytetu Łódzkiego – Paryż: Stowarzyszenie Instytut Literacki Kultura 2015.
- (redakcja) Wspominając ludzi Kultury, wybór, oprac. i wstęp Sławomir M. Nowinowski, Paryż: Instytut Literacki Kultura – Kraków: Instytut Książki 2016.
- (redakcja) Władysław Pobóg-Malinowski, Wacław Jędrzejewicz, Listy 1945–1962, opracowanie Sławomir M. Nowinowski, Rafał Stobiecki, Warszawa: Instytut Pamięci Narodowej 2016.
- (redakcja) Płk Józef Beck (1894–1944). Żołnierz, dyplomata, polityk, red. Sławomir Michał Nowinowski, Łódź: Instytut Pamięci Narodowej 2017.
- (redakcja) Politycy, dyplomaci i żołnierze. Studia i szkice z dziejów stosunków międzynarodowych w XX i XXI wieku ofiarowane Profesorowi Andrzejowi Maciejowi Brzezińskiemu w 70. Rocznicę urodzin, red. Dariusz Jeziorny, Sławomir M. Nowinowski, Radosław P. Żurawski vel Grajewski, Wydawnictwo Uniwersytetu Łódzkiego, Łódź, 2017.
- (redakcja) „Zeszyty Historyczne” z perspektywy półwiecza, red. Sławomir M. Nowinowski, Rafał Stobiecki, Warszawa 2017.
- Jerzy Giedroyć w 1946 roku, Gdańsk: Słowo Obraz Terytoria 2018, ISBN 978-83-7453-497-0
- (redakcja)  „Mam na Pana nowy zamach…”. Wybór korespondencji Jerzego Giedroycia z historykami i świadkami historii 1946–2000, oprac. Sławomir. M. Nowinowski, Rafał Stobiecki, t. 1–3, Wydawnictwo Uniwersytetu Łódzkiego – Paryż: Stowarzyszenie Instytut Literacki Kultura, Łódź – Paryż 2019.
- (redakcja) Adam Ciołkosz, Róża Luksemburg a rewolucja rosyjska, oprac. Sławomir M. Nowinowski, Rafał Stobiecki, Wydawnictwo Uniwersytetu Łódzkiego – Paryż: Stowarzyszenie Instytut Literacki Kultura, Łódź – Paryż 2021
- (redakcja) Kultura Ježija Gjedrojća – škola političkog mišljenja, izbor i predgovor Slavomir M. Novinovski, prev. Ljubica Rosić, Beograd 2024.